# بلاد الرافدين
بلاد الرافدين (بالآرامية: ܒܝܬ ܢܗܪܝܢ بيت نهرين، وتعني «بلد النهرين»، بالإغريقية: Μεσοποταμία ميسوپوتاميا، بمعنى ما بين النهرين) هي منطقة جغرافية تاريخية تقع في جنوب غرب آسيا. تعد من أولى المراكز الحضارية في العالم. وهي تقع حاليًا في العراق، وسوريا وتركيا ما بين نهري دجلة والفرات. وأشهر حضاراتها هي حضارة سومر وأكد وبابل وأشور وكلدان. ومع إزدهار الحضارات في بلاد الرافدين وفي أوقات متزامنة ومتعاقبة تم احتلال الأراضي المجاورة فأحتلت شرقًا أجزاء من إيران وتحديدا حضارة عيلام (وهي تعرف حاليا بمحافظة محافظة خوزستان) وأحتلت غربًا سوريا وصولًا إلى فلسطين حيث تم السبي البابلي في عهد نبوخذنصر. وبعد موت نبوخذنصر مرت حضارة الرافدين في عهد الانحطاط والتردي بينما نشأت وتطورت حضارة الفرس فتم احتلال بابل وما بعدها على يد قورش وأصبحت قطيسفون (حاليًا معروفة باسم المدائن) جنوب شرق بغداد عاصمة لدولة الفرس حتى جاء الفتح الإسلامي لبلاد العراق والشام على يد عمر بن الخطاب. وبقى العراق في حكم المسلمين حتى بنيت مدينة بغداد المدوّرة على عهد الحاكم العباسي المنصور، ثم أصبحت بغداد عاصمة للخلافة العباسية واعتبر ذلك العهد بالعصر الذهبي الإسلامي. وفي عام 1920 أعلن ظهور أول حكومة في العراق بعد زوال حكم الدولة العثمانية، وبدأ عهد المملكة العراقية، ثم تحول إلى الحكم الجمهوري.

## تاريخ

### الهجرات الأولى لبلاد الرافدين
ذكر التوراة أن سفينة نوح رست في جبل أرارات في تركيا تحديدا وأن النبي نوح هو أبو البشر بعد أن أبيد جميع البشر في الطوفان، وهذا مما يؤمن به اليهود والمسيحيون. وفي الإسلام يوجد ما يقاربها فيروى عن بعض علماء المسلمين أن سفينة نوح رست في الكوفة وهي قرب بابل. ومن هناك قام أول مجتمع بشري بعد الطوفان ثم انتشر البشر إلى باقي البلدان، وبهذا تكون بلاد الرافدين هي منشأ جميع السلالات البشرية الموجودة حاليًا على سطح الأرض. ولكن الحضارات البشرية الأولى ظهرت في بلاد الرافدين وكانت بعد هذه الفترة بمدة ليست بالقصيرة وأنشأتها أقوام مهاجرة من بلاد مختلفة إلى وادي الرافدين وهذه الأقوام هي أولًا من السومريين وهم أقوام مهاجرون من مناطق جبلية يفصلها عن وادي الرافدين البحر كما ورد في الألواح الطينية (ما نقله السومريون عن أنهم تركوا موطنا في ارض جبلية يمكن الوصول إليها بحرًا)، وقد اختلف كبار المؤرخين في تحديد الموطن الأصلي لهم وإن كان الأكثر على أنه من أواسط آسيا أو من جنوب آسيا. ثم أعقبهم الآراميون والعموريون وهم قبائل سامية بدوية هاجرت من الجزيرة العربية بسبب التصحر إلى بلاد وادي الرافدين الوفيرة بالماء والصالحة للزراعة وليؤسسوا الحضارات الأكدية والبابلية والكلدانية والآشورية، وكانت نهاية السومريين على يد العيلاميين القادمين من إيران والعموريين المهاجرين من الجزيرة العربية.

### العصر الحجري الحديث

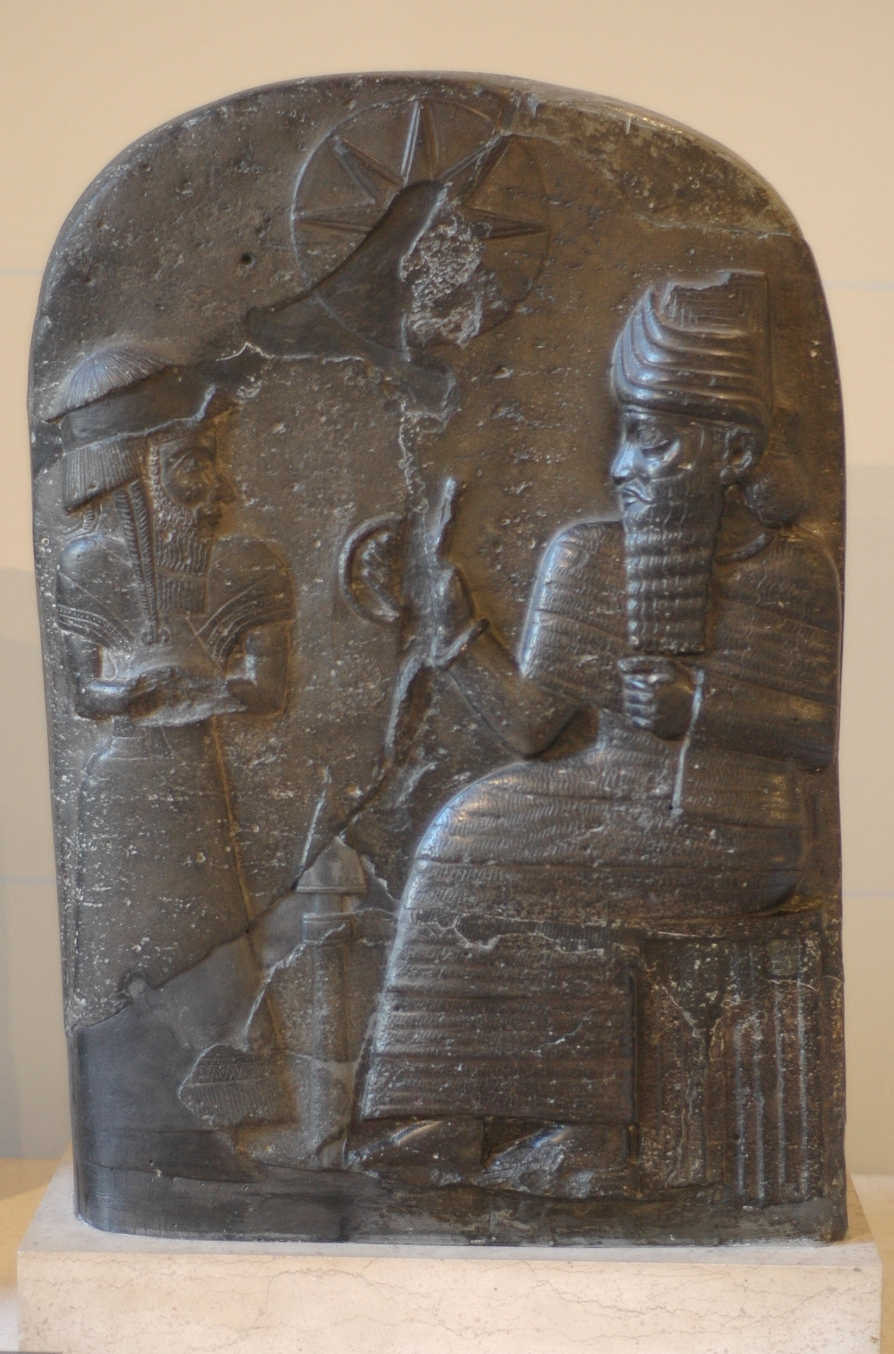
منحوتة بابلية في متحف اللوفر

لقد كانت الحاجة لحماية المدن، والدفاع عنها، وسقي المزارع وري المحاصيل من الدوافع التي ساعدت على تشكيل الحضارة الأولى في بلاد الرافدين على يد سكان ما بين النهرين القدماء، فقاموا بتسوير مدنهم ومد القنوات بعد سنة 6000 ق.م. بعد ذلك، ظهرت المستوطنات التي أصبحت مدنًا في الألفية الرابعة ق.م، وأقدم هذه المستوطنات البشرية الوركاء في العراق وتل حلف في سوريا حيث أقيمت معابد من الطوب الطيني كانت مزينة بمشغولات معدنية وأحجار واخترعت فيها الكتابة المسمارية. كان السومريون أصحاب أولى الثقافات هناك، ومن ثم انتشرت ثقافتهم شمالًا إلى أعالي الفرات. كانت أهم المدن السومرية كيش ولارسا وأور. وفي سنة 2330 ق.م. استولى الأكديون على المنطقة، والأكديون من الشعوب السامية التي كانت تعيش وسط بلاد الرافدين وكان ملكهم سرجون الأول (2335 ق.م. – 2279 ق.م.). أسس هؤلاء مملكة أكاد وأحلوا اللغة الأكادية محل السومرية. دام حكم الأكاديين حتى أسقطهم الجوتيون عام 2218 ق.م. وهم قبائل من التلال الشرقية. وبعد فترة ظهر العهد الثالث لمدينة أور وحكم معظم بلاد الرافدين.
بعد ءلك، جاء العيلاميون ودمروا أور سنة 2000 ق.م. وسيطروا على معظم المدن القديمة، ولم يطوروا شيئًا حتى أتى حمورابي من بابل ليوحد الدولة لسنوات قليلة في أواخر حكمه. تولت أسرة عمورية السلطة في آشور في الشمال. تمكن الحثيون القادمون من آسيا الصغرى من إسقاط دولة البابليين ليعقبهم فورا الكوشيون لمدة أربعة قرون. بعدها استولى الميتانيون (شعب لاسامي يطلق عليهم غالبا اسم حوريون أو الحوريانيون) القادمون من القوقاز على البلاد، وبقوا في بلاد الرافدين لعدة قرون وانتشروا بأعداد كبيرة عبر الشمال في كل الأناضول بعد سنة 1700 ق.م. ظهرت دولة آشور في شمال بلاد الرافدين وفي الممالك الشمالية الشرقية، وهزم الآشوريون الميتانيين واستولوا على مدينة بابل عام 1225 ق.م. ثم وصلوا البحر الأبيض عام 1100 ق.م.

## الجغرافيا

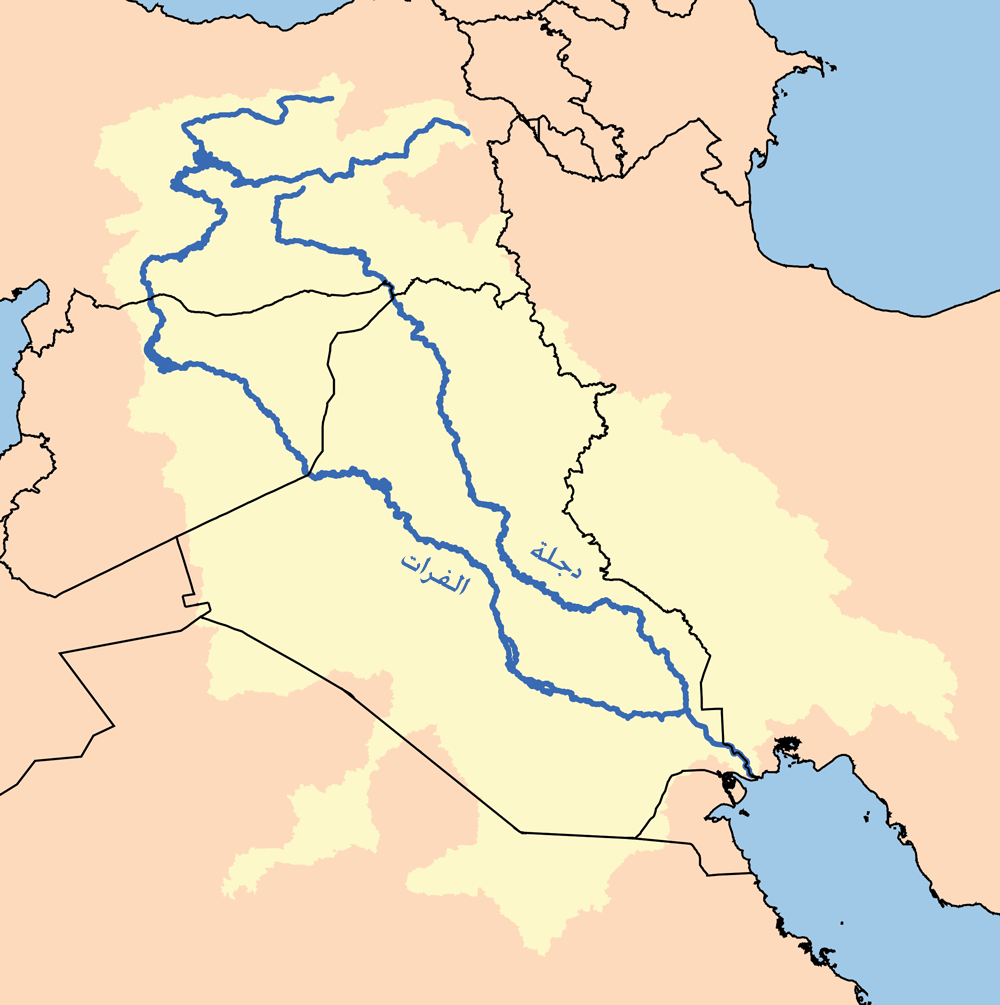
موقع بلاد الرافدين الجغرافي

بلاد الرافدين هي الأراضي الواقعة بين نهري دجلة والفرات، واللذان ينبعان من جبال أرمينيا في تركيا الحديثة وتغذيهما روافد عديدة.
تغطي صحراء قاحلة معظم رقعة بلاد الرافدين، وتكثر في شمالها المستنقعات والمسطحات الطينية، يتوحد في أقصى جنوبها نهرا دجلة والفرات صابين بعد ذلك في الخليج العربي، وعادة ما تتبع الطرق البرية في المنطقة نهر الفرات بسبب صعوبة وانحدار المناطق المحيطة بنهر دجلة. كما تفتقر أرض المنطقة إلى المعادن ومصادر الخشب والحجارة المناسبة للبناء إلا أن تجارة المزروعات كانت تستخدم لشراء هذه المواد.
يسمح معدل الأمطار في الشمال بالزراعة اعتمادا عليها، أما جنوبا فتستخدم المياه الجوفية والسيول الناتجة عن ذوبان القمم المتجمدة من جبال زاغروس ومن المرتفعات الأرمينية، واللذان هما مصدر نهري دجلة والفرات. اعتاد قاطنوا المنطقة منذ القدم على بناء وصيانة القنوات المائية لاستخدامها في الزراعة، مما أدى إلى ازدهار المنطقة وساعد في تطوير المستوطنات الحضرية والنظم السياسية. أما رعاة الأغنام والماعز (ولاحقا الجمال) فقد كانوا يتنقلون بيت ضفاف الأنهار في أشهر الصيف الجافة وبين المناطق الموسمية على حافة الصحراء في مواسم الشتاء حيث يزداد معدل هطول الأمطار. كما وجدت منذ العصور القديمة جماعات سكانية اعتمدت على الصيد بشكل أساسي في منطقة الأهوار جنوب البلاد.
أدت الزيادة السكانية الناتجة عن ازدهار المنطقة إلى عدد من المشكلات بسبب عدم قدرة البيئة على تأمين ما يكفي من الموارد، وترتبت على ذلك فترة من عدم الاستقرار السياسي، انهارت على إثرها الحكومة المركزية وانخفض عدد سكان المنطقة، بسبب ذلك الضعف أضحت البلاد عرضة للغزو من قبل الرعاة الرحل وقبائل التلال مما أداى إلى انهيار التجارة وإهمال أنظمة الري، ثم نشأت نزاعات على السلطة انتهت بوحدات إقليمية قبلية. ولا يزال النسيج المجتمعي القبلي مستمرا بسبب ذلك حتى اليوم في العراق.

## اللغة والكتابة
أقدم لغة مكتوبة معروفة في بلاد الرافدين كانت السومرية، وهي لغة معزولة متراصة. لهجات سامية كانت تتحدث في بلاد الرافدين في وقت مبكر مع السومرية. في وقت لاحق لغة سامية، الأكدية، جاءت لتكون اللغة السائدة، على الرغم من أن السومريه كان يحتفظ بها للأغراض الإدارية، والدينية، والأدبية، والعلمية. أصناف مختلفة من الأكدية استخدمت حتى نهاية الفترة البابلية الثانية. ثم أصبحت الآرامية، التي كانت قد أصبحت شائعة في بلاد الرافدين، اللغة الإدارة الإقليمية الرسمية للإمبراطورية الفارسية الأخمينية. توقف استخدام الأكدية، ولكن كلا من السومرية والأكديه كانت لا تزال تستخدم في المعابد لبضع قرون.
في وقت مبكر من بلاد الرافدين (حوالي منتصف الألفية 4th قبل الميلاد) اخترع الكتابة المسمارية. المسمارية تعني حرفيا «على شكل وتد»، وذلك بسبب الطرف المثلث للقلم المستخدم لضغط العلامات على الطين الرطب. النموذج الموحد لكل علامة مسمارية يبدو أنه تطور من الصور التوضيحية. النصوص الأولى (7 ألواح قديمة) تأتي من أي-آنا فناء شديد القدسية مكرسة للإلهة إنانا في الوركاء، المستوى الثالث، من مبنى وصف بانه المعبد (ج) من حفاريه.
النظام الرمزي المبكر من المسمارية استغرق سنوات عديدة للإتقان. لذلك فقط عدد محدود من الأفراد تم تعيينهم كتبة ليتم تدريبهم على القراءة والكتابة. لم يكن حتى اعتماد الاستخدام على نطاق واسع للنص المقطعي في ظل حكم سرجون  أن أجزاء كبيرة من سكان بلاد الرافدين أصبحوا غير أميين. محفوظات ضخمة من النصوص استعيدت من السياقات الأثرية للمدارس البابلية الطباعيه القديمة، من خلالها محو الأمية نشرت.

### الأدب والأساطير
في زمن الدولة البابلية كانت هناك مكتبات في معظم المدن والمعابد؛ مثل سومري قديم يقول: «الذي من شأنه التفوق في مدرسة الكتبة يجب أن يستيقظ مع الفجر». النساء مثل الرجال تعلمن القراءة والكتابة، وللبابليون الساميين، ذلك تضمن معرفة للغة السومرية المنقرضة، ومقاطع معقدة ومكثفة.
وهناك قدر كبير من الأدب البابلي قد ترجم من أصول سومرية، ولغة الدين والقانون أستمرت طويلا حيث انها اللغة القديمة المتراصة لسومر من مفردات وقواعد النحو، وترجمة بين السطور وغيرها جهزت لاستخدام الطلبة، وكذلك التعليقات على النصوص القديمة وتفسيرات الكلمات والعبارات الغامضة. وكلمات اللغة المقطعية كانت كلها مرتبة ومسماة، وتوجد قوائم مفصلة منهم تم رسمها.
هناك العديد من الأعمال الأدبية البابلية التي عنوانيها معروفة لنا. واحدة من أشهر هذه الأعمال ملحمة جلجامش، والتي كتبت في اثني عشر كتابا، مترجمة عن الأصل السومري من قبل سين-لقي-ونيني، ورتبت على أساس فلكي. وكل قسم يحتوي على قصة مغامرة واحدة في وظيفة جلجامش، القصة كلها هي نتاج مركب، ومن المحتمل أن بعض القصص مضافة صناعيا على الشكل المركزي.

### فلسفة
يمكن أن ترجع أصول الفلسفة إلى حكمة بلاد الرافدين القديمة، والتي جسدت فلسفات معينة في الحياة، ولا سيما الأخلاق، في أشكال جدل، حوار. شعر ملحمي، فولكلور، نشيد، كلمات أغاني، نثر، وامثال. المنطق البابلي والعقلانية تطورت تجاوز الملاحظة التجريبية.
أقدم شكل للمنطق وضع من قبل البابليين، ولا سيما في الطبيعة الغير طاقيّه الصارمة لنظامهم الاجتماعي. الفكر البابلي كان بديهي وقابلة للمقارنة «للمنطق العادي» التي وصفها جون ماينارد كينز. الفكر البابلي كان مبني أيضا على أساس علم وجود النظم المفتوحة وهو متوافق مع البديهيات الأرجوديكيه. المنطق كان يستعمل إلى حد ما في علم الفلك البابلي
الفكر البابلي كان له تأثير كبير على الفلسفة اليونانية المبكرة والفلسفة الهيلينية. على وجه الخصوص، النص البابلي حوار من التشاؤم يحتوي على أوجه التشابه مع الفكر المناهض للسفسطائيين، والمذهب الهرقليطي للتناقضات، والجدل والحوارات لأفلاطون، وكذلك المقدمة المايوتيه طريقة سقراط لسقراط. الفيلسوف الفينيقي طاليس قد درس أيضا في بابل.

## العلوم والتقنية

### علم الفلك
علماء الفلك البابليين كانوا مهتمين جدا بدراسة النجوم والسماء، ومعظمهم يمكنهم التنبؤ مسبقا بانقلاب الشمسي والخسوف. أعتقد الناس ان كل شيء كان له غرض في علم الفلك. معظم تلك متعلقة بالدين والطوالع. علماء الفلك في بلاد الرافدين قد وضعوا جدول زمني مدته 12 شهرا على أساس دورات القمر. قسموا السنة إلى موسمين: الصيف والشتاء. نشأة علم الفلك، وكذلك علم التنجيم يأرخ من هذا الوقت.
خلال القرن الثامن والسابع قبل الميلاد، وضع علماء الفلك البابلي نهجا جديدا لعلم الفلك. بدؤوا يدرسون الفلسفة التتي تتعامل مع الطبيعة المثالية للكون المبكر، وبدؤوا يعملوا على منطق داخلي ضمن الأنظمة الكوكبية التنبؤية لهم. هذه كانت مساهمة مهمة في علم الفلك وفلسفة العلم، وبعض العلماء بالتالي اشاروا إلى هذا النهج الجديد بالثورة العلمية الأولى. هذا النهج الجديد في علم الفلك تم اعتماده وتطويره بشكل ابعد في علم الفلك اليوناني والهلنستي.
في الزمن السلوقي وللبارثي، التقارير فلكية كانت ذات طابع علمي دقيق؛ غير مؤكد كم سابقا معارفهم وأساليبهم المتقدمة تم تطويرها.التطوير البابلي لأساليب للتنبؤ بحركات الكواكب يعتبر حلقة رئيسية في تاريخ علم الفلك.
الفلكي البابلي الوحيد المعروف أنه دعم النموذج الشمس-مركزي لحركة الكواكب كان سلوقس السلوقي (190 قبل الميلاد). سلوقس معروف من كتابات بلوتارخ. هو أيد نظرية مركزية الشمس حيث أن الأرض تدور حول محورها والتي بدورها تدور حول الشمس. وفقا لبلوتارخ، سلوقس أثبت النظام الشمس-مركزي، ولكن ليس من المعروف ما هي الحجج التي استخدمها.
علم الفلك البابلي هو الأساس لمعظم ما تم القيام به في علم الفلك اليوناني والهلنستي، وعلم الفلك الهندي الكلاسيكي، في علم الفلك الساساني، البيزنطية والسوري، وفي علم الفلك الإسلامي في العصور الوسطى، وفي علم الفلك في آسيا الوسطى وأوروبا الغربية.

### الرياضيات
استخدم شعب بلاد الرافدين نظام عد عشري ستيني (قاعدته 60). هذا هو المصدر للساعة الحالية المكونة من 60 دقيقه و24 ساعة في اليوم، فضلا عن الدائرة ذات ال 360 درجة. التقويم السومري أيضا يقيس أسابيع من سبعة أيام لكل اسبوع. هذه المعرفة الرياضية كانت تستخدم في صنع الخرائط.
البابليون قد يكونوا عرفوا القواعد العامة لقياس المساحات. هم قاسوا محيط دائرة كثلاث اضعاف القطر والمساحة كواحد على اثني عشر مربع المحيط، والذي من شأنه أن يكون صحيحا إذا قدرت على النحو بي 3. حجم الاسطوانة اتخذ كناتج ضرب القاعدة والطول، ولكن حجم المخروط الناقص أو الهرم المربع اتخاذ بطريقه غير صحيحه بوصفه ناتج ضرب للارتفاع ونصف مجموع القواعد. أيضا، كان هناك اكتشاف أخير الذي فيه لوح يستخدم ط(π أو pi) بقيمة 3 و1/8 (3.125 بدلا من 3.14159 ~). البابليون معروفون أيضا بالميل البابلي، قياس مسافة تساوي حوالي سبعة أميال (11 كم) اليوم. هذا القياس للمسافات في نهاية المطاف تم تحويله إلى ميل-وقني مستخدم لقياس سفر الشمس، وبالتالي، يمثل الوقت.

### الطب
أقدم النصوص البابلية في الطب تعودإلى فترة بابل القديمة في النصف الأول من الألفية الثانية قبل الميلاد. معظم الكتابات البابلية طبية واسعة النطاق، هو الدليل التشخيصي الذي كتبه الطبيب ايساجيل-كين-ابلي من بورسيبا، خلال عهد الملك البابلي أداد -ابلا-ادينا (1069-1046 قبل الميلاد).
جنبا إلى جنب مع طب مصر القديمة المعاصر، البابليين أدخلوا مفاهيم التشخيص، توقعات طبيه، الفحص البدني، والوصفة الطبية.بالإضافة إلى ذلك، قدم الدليل التشخيصي طرق العلاج والعلاج والمسببات المرضية واستخدام المنهج التجريبي، المنطق والعقلانية في التشخيص، والتوقعات والعلاج. النص يحتوي على قائمة من الأعراض الطبية وغالبا ما تكون هناك ملاحظات تجريبية مفصلة جنبا إلى جنب مع قواعد منطقية مستخدمة في الجمع بين الأعراض الملوحظه على جسم المريض مع التشخيص والتكهن.
الأعراض والأمراض للمريض عولجت من خلال وسائل علاجية مثل الضمادات، الكريمات والحبوب. إذا كان المريض لا يمكن شفاءه جسديا، الأطباء البابلي غالبا كانوا يعتمدون على طرد الأرواح الشريرة لتطهير المريض من أي لعنة. دليل التشخيص لايساجيل-كين-ابلي كان يستند إلى مجموعة من البديهيات المنطقية والافتراضات، بما في ذلك الرأي الحديث أن عن طريق الفحص والتفتيش من أعراض المريض، فمن الممكن تحديد مرض المريض، أسبابه، تطوراته المستقبلية، وفرص شفاء المريض.
ايساجيل-كين-ابلي اكتشف مجموعة متنوعة من العلل والأمراض، ووصف أعراضها في دليل التشخيص. وتشمل هذه الأعراض لأصناف عديدة من الصرع وعلل ذات الصلة بالإضافة إلى التشخيص والتكهن لهم.

### التقنية
شعب بلاد الرافدين اخترع العديد من التقنيات بما في ذلك المعادن والاعمال النحاسيه، الزجاج وصنع المصابيح، النسيج، التحكم في الفيضانات، تخزين المياه، والري.
كانوا أيضا من أول شعوب العصر البرونزي في العالم. في وقت مبكر استخدموا النحاس، البرونز والذهب، ولاحقا استخدموا الحديد. القصور تم تزيينها بمئات الكيلوغرامات من هذه المعادن المكلفة للغاية. كذلك تم استخدام النحاس، البرونز والحديد للدروع وكذلك لأسلحة مختلفة مثل السيوف، الخناجر، الرماح، والصولجانات الحربية.
أقدم نوع من المضخات هو المسمار أرخميدس (الطنبور)، أول من استخدمه هو سنحاريب ملك آشور، لأنظمة المياه في حدائق بابل المعلقة ونينوى في القرن السابع عشر قبل الميلاد، ووصف لاحقا بتفصيل أكبر من قبل أرشميدس في القرن الثالث قبل الميلاد. في وقت لاحق خلال فترات بارثيا أو الإمبراطورية الساسانية، تم صنع بطارية بغداد، والتي قد تكون أول البطاريات، في بلاد الرافدين.

## الدين
الدين في بلاد الرافدين هو أول ما يتم تسجيله، إن أهل بلاد الرافدين اعتقدوا أن العالم كان عبارة عن قرص مسطح ، ويحيط به فضاء ضخم ومثقوب، وفوق كل ذلك، الجنة، كما اعتقدوا أن الماء كان في كل مكان، إلى الأعلى، والأسفل وعلى الجانبين، وأن الكون ولد من هذا البحر الهائل، بالإضافة إلى ذلك، كانت ديانة بلاد الرافدين وثنية وبتعدد الآلهة.
على الرغم من أن الاعتقاد الموصوف أعلاه قد كان متداول بين أهل بلاد الرافدين، كانت هناك أيضا اختلافات إقليمية. الكلمة السومرية للكون هي آن-كي، التي تشير إلى الإله آن والالهة كي، ابنهما كان إنليل، إله الهواء، وكانوا يعتقدون أن الإله إنليل كان الأله الأقوى، كان الإله الرئيسي لمجموعة الآلهة أو البانثيون، مثلما كان للإغريق زيوس وكان للرومان جوبيتر. ولقد طرح السومريين أسئلة فلسفية، مثل: من نحن؟ أين نحن ؟ كيف وصلنا إلى هنا؟. وربطوا الأجوبة على هذه الأسئلة إلى التفسيرات التي قدمتها آلهتهم
- أنظر ديانة بلاد الرافدين

## العطلات والأعياد والمهرجانات
كان أهل بلاد الرافدين لديهم احتفالات في كل شهر منذ القدم. وإن موضوع الطقوس والمهرجانات لكل شهر تتحدد بستة عوامل هامة:
1. وجه القمر

القمر الأحدب التزايدي - الوفرة والنمو
القمر الأحدب التناقصي - الانخفاض، الحفظ، ومهرجانات العالم السفلى
1. مرحلة الدورة الزراعية السنوية
2. الاعتدالات وانقلاب الشمس من السنة الشمسية؛
3. اساطير للمدينة ورعاته الإلهي ؛
4. نجاح الملك المتوج ؛
5. إحياء ذكرى أحداث تاريخية محددة (تأسيس، انتصارات عسكرية، عطلات المعبد، الخ.)

### الآلهة والإلهات الأساسية
- أنو هو إله السماء السومري. كان متزوجا من كي، ولكن في بعض أديان بلاد الرافدين الأخرى كان له زوجة تسمى أوراس. على الرغم من أنه كان يعتبر الإله الأكثر أهمية في البانثيون (مجمع الألهه)، تولى دورا في المعظمه سلبي في الملاحم، سامحا لإنليل بالمطالبة بالمنصب كالأله الأقوى.
- إنليل في البداية كان الإله الأقوى في ديانة بلاد الرافدين. كانت زوجته نينليل، واطفاله كانوا اشكور (أحيانا)، أنانا، صوين، نرجال، نيسابا، نامتار، نينورتا (أحيانا)، بابيلساج، نوشو، ابيلولو، أوراس زابابا و اينوجي. موقعه في صدارة مجمع الألهه اغتصب في وقت لاحق من قبل مردوخ ومن ثم من قبل آشور.
- إنكي (ايا) إله اريدو. كان إله المطر.
- مردوخ هو الإله الرئيسي لبابل. عندما صعدت بابل إلى السلطة، صعدت الأساطير مردوخ من موقعه الأصلي باعتباره إله الزراعة إلى الإله الرئيسي في البانتيون (مجمع الألهه).
- آشور كان إله الإمبراطورية الآشورية، وبالمثل عندما صعد الآشوريين إلى السلطة، صعدت اساطيرهم آشور إلى موقف ذو أهمية.
- غولا أو اوتو (في السومرية)، شمش (في الأكادية) هو إله الشمس وإله العدالة.
- ايرشكيجال كانت ألهة العالم السفلي.
- نابو هو إله بلاد الرافدين للكتابة. كان حكيما جدا، وأثنى عليه لقدرته الكتابيه. في بعض الأماكن كان يعتقد أن له السيطرة على السماء والأرض. أهميته زادت بحد كبير في فترات لاحقة.
- نينورتا كان الإله السومري للحرب. كما أنه كان إله الأبطال.
- ايشكور (أو أداد) هو إله العواصف.
- إيرا غالبا كان إله الجفاف. هو غالبا ما يذكر بالارتباط مع أداد ونرجال في وضع المخلفات على الأرض.
- نرجال غالبا كان إله الطاعون. كما أنه كان زوج ايرشكيجال.
- بازوزو، المعروف أيضا باسم زو، كان إله شرير، الذي سرق الواح قدر إنليل، وقتل بسبب هذا. كما أنه جلب الأمراض التي ليس لها علاج معروف.

### الدفن
المئات من المقابر قد تم حفرها في أجزاء من بلاد الرافدين، كاشفة عن معلومات حول عادات الدفن في بلاد الرافدين. في مدينة أور، معظم الناس دفنوا في مقابر الأسرة تحت منازلهم (كما هو الحال في جاتال هويوك)، جنبا إلى جنب مع بعض ممتلكاتهم. وهناك عدد قليل تم العثور عليهم ملفوفين في حصير والسجاد. الأطفال المتوفين وضعوا في «جرار» كبيرة التي تم وضعها في كنيسة العائلة. بقايا أخرى تم العثور عليها مدفونة في مقبرة عامة للمدينة. 17 قبر تم العثور عليه مع قطع ثمينة جدا في داخلهم ؛ يفترض أن هذه كانت مقابر ملكية.

## الثقافة

### الموسيقى والأغاني والآلات
كانت بعض الأغاني مكتوبة للآلهة ولكن كان كثير منها مكتوبة لوصف الأحداث الهامة. على الرغم من أن الموسيقى والأغاني كانت تسلية الملوك، كان أيضا يتمتع بها الناس العاديون الذين يحبون الغناء والرقص في منازلهم أو في السوق. الأغاني كانت تغنى للأطفال الذين كانوا يمررونها إلى أطفالهم لاحقا. هكذا كانت الأغاني تنتقل خلال اجيال عديده إلى أن يكتبها شخص ما. هذه الأغاني وفرت وسيلة لتمرير خلال قرون معلومات هامة جدا حول الأحداث التاريخية التي في نهاية المطاف وصلت إلى المؤرخين المعاصرين.
العود هو آله موسيقية صغيره، ذات اوتار. أقدم سجل مصورة للعود يعود إلى فترة الوركاء في جنوب بلاد ما بين النهرين منذ أكثر من 5000 سنة مضت. هو على ختم أسطواني موجود حاليا في المتحف البريطاني والذي حصل عليه الدكتور دومينيك كولون. الصورة تصور انثى تنحني مع آلتها على قارب، وتلعب باليد اليمنى. هذه الآلة تظهر مئات المرات على مر تاريخ بلاد الرافدين ومن جديد في مصر القديمة من بعد الأسرة الثامنة عشر في اختلافات واصناف طويلة وقصيرة الرقبة.
العود يعتبر سلف لآلة العود الاوروبيه اسمه مشتق من الكلمة العربية العود ' الخشب '، التي هي على الارجح اسم الشجرة التي تم صناعة العود منها. (الاسم باللغة العربية، مع أداة التعريف، هو مصدر كلمة 'لوت'.)

### الألعاب
الصيد كان يحظى بشعبية كبيرة بين الملوك الآشوريين. الملاكمة المصارعة تظهر في الرسوم في كثير من الأحيان، وشكلا من أشكال البولو ربما كان شعبي، مع رجال جالسين على أكتاف رجال آخرين بدلا من على الخيول. كما أنهم لعبوا «ماجور»، لعبة تشبه رياضة الرجبي، لكنها تلعب بكرة مصنوعة من الخشب. كما أنهم لعبوا لعبة مماثلة للعبة السينيت الطاولة، التي تعرف الآن باسم «اللعبة الملكية لما-اسيسبلو».

### الحياة الأسرية

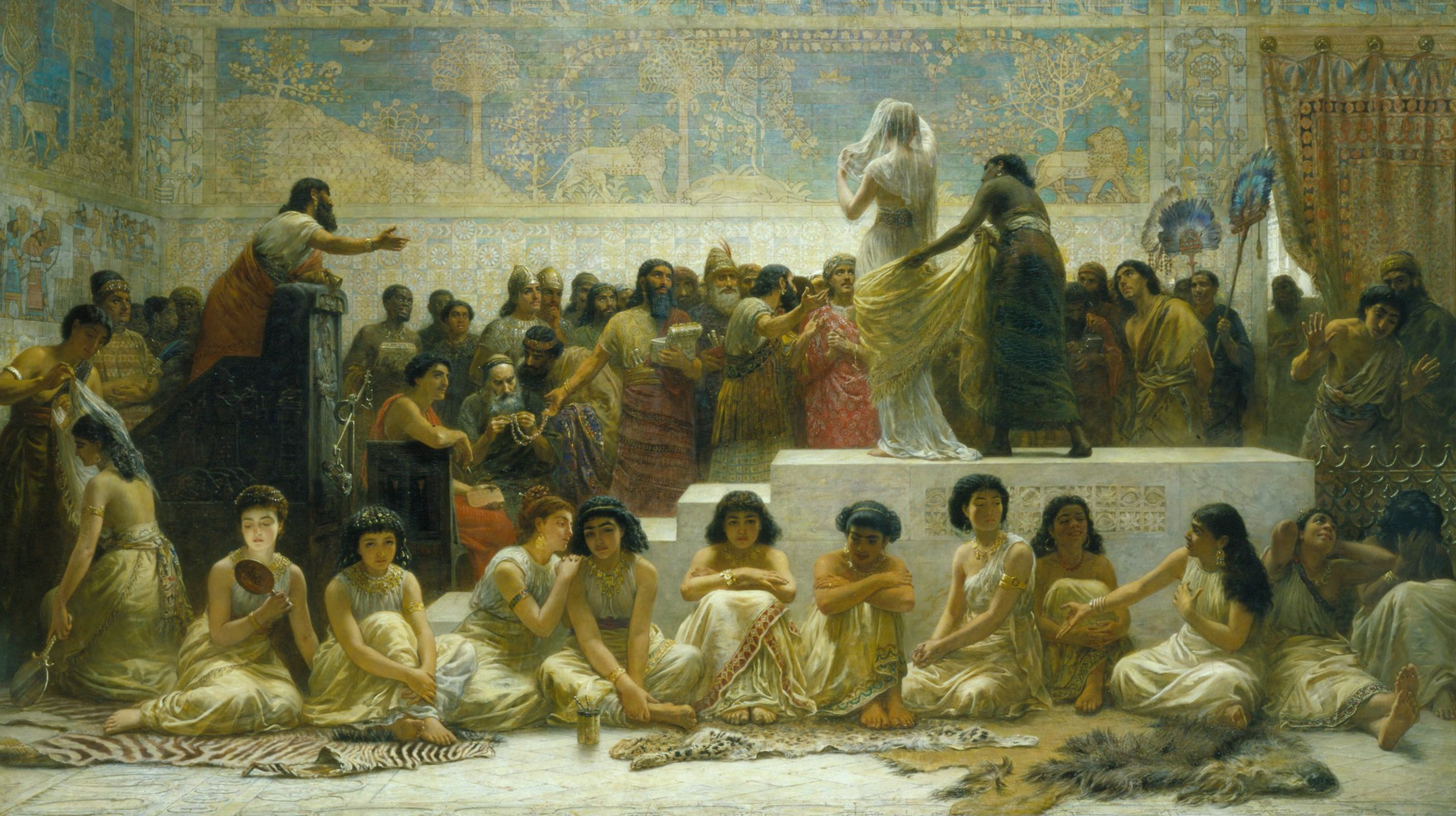
سوق الزواج البابلي بريشة الرسام البريطاني إدوين لونغ، كلية رويال هولواي.

بلاد الرافدين عبر تاريخها أصبحت أكثر وأكثر مجتمع أبوي، الذي كان فيه الرجال أقوى بكثير من النساء. ثوركليد جاكوبسن، وأخرى ن اقترحوا ان مجتمع بلاد الرافدين المبكر كان يحكمه «مجلس حكماء» الذي كان الرجال والنساء فيه ممثلين بالتساوي، ولكن مع مرور الوقت، مركز المرأة هوى، وزاد مركز الرجل. أما بالنسبة للتعليم، فقط الذرية الملكية وأبناء الاغنياء والمهنيين مثل الكتبة، الأطباء، إداريي المعبد، وهلم جرا، ذهبوا إلى المدرسة. معظم الفتيان كانوا يدرسون مهنة والدهم أو كانوا يبتدؤوا في تعلم مهنة عن طريق الصبايه. كان على الفتيات البقاء في المنزل مع أمهاتهم لتعلم التدبير المنزلي والطبخ، ولرعاية الأطفال الأصغر سنا. بعض الأطفال كانوا يساعدون في سحق الحبوب، أو تنظيف الطيور. في شيء غير عادي لهذا الوقت من التاريخ، المرأة في بلاد الرافدين كان لها حقوق. كان لها حق امتلاك ممتلكات، وإذا كان لديها سبب وجيه، الحصول على الطلاق.

## الاقتصاد
سومر طورت أول اقتصاد، في حين أن البابليون وضعوا أقدم نظام لعلم الاقتصاد، والذي كان يضاهي  اقتصاد ما بعد كينيز الحديث، ولكن مع نهج أكثر من «كل شيء مباح».

## الزراعة
جغرافية بلاد الرافدين بينت أن الزراعة لا يمكن تحقيقها إلا عن طريق الري والصرف الجيد، الأمر الذي كان له أثر عميق على تطور حضارة الرافدين. الحاجة إلى الري قاد السومريين وفي وقت لاحق الاكديين لبناء المدن على طول نهري دجلة والفرات وفروع هذه الأنهار. بعض المدن الكبرى مثل أور والوركاء، تجذرت على روافد نهر الفرات، في حين أن آخرين، لا سيما لجاش، بنيت على فروع نهر دجلة. الأنهار وفرت المزيد من منافع الأسماك (تستخدم على حد سواء من أجل الغذاء والتخصيب)، القصب والطين (لمواد البناء).
مع الري الإمدادات الغذائية في بلاد الرافدين كانت غنية جدا مع وديان نهري دجلة والفرات التي تشكل الجزء الشمالي الشرقي من الهلال الخصيب، الذي تضمن أيضا نهر الأردن ونهر النيل. على الرغم من أن الأرض الأقرب إلى الأنهار كانت خصبة وجيدة للمحاصيل، أجزاء من الأرض بعيدا عن المياه كانت جافة وإلى حد كبير غير صالحة للسكن. هذا هو السبب في أن تطوير الري كان مهم جدا بالنسبة للمستوطنين من بلاد الرافدين. ابتكارات آخرى لبلاد الرافدين تشمل التحكم في المياه من خلال السدودو واستخدام القنوات.
أوائل المستوطنين للأراضي الخصبة في بلاد الرافدين استخدموت محراث خشبى لتليين التربة قبل زراعة المحاصيل مثل الشعير، البصل، العنب، اللفت والتفاح. المستوطنين في بلاد الرافدين كانوا من أوائل الناس الذبن صنعوا البيرة والنبيذ.
على الرغم من أن الأنهار ضمنت استمرارية الحياة، هي أيضا دمرتها من جراء الفيضانات المتكررة التي اجتاحت مدنا بأكملها. الطقس الذي لا يمكن التنبؤ بها في كثير من الأحيان في بلاد الرافدين كان صعبا على المزارعين ؛ دمرت المحاصيل في كثير من الأحيان ولذلك احتفظوا بمصادر احتياطية من المواد الغذائية مثل الأبقار والأغنام.
نتيجة للمهارة في مجال الزراعة في بلاد الرافدين، لم يعتمد المزارعون على العبودية لاستكمال الأعمال في المزارع المخصصة لهم، مع بعض الاستثناءات. كان هناك العديد من المخاطر تنطوي عليها جعل العبودية عملية (هروب / تمرد العبيد).

## الحكومة
جغرافية بلاد الرافدين كان لها تأثير عميق على التنمية السياسية في المنطقة. من بين الأنهار والجداول، الشعب السومري بني المدن الأولى جنبا إلى جنب مع قنوات الري التي كانت مفصولة بمساحات شاسعة من الصحراء المفتوحة أو المستنقعات، حيث تجوب القبائل الرحل. الاتصال بين المدن المعزولة كان من الصعب وفي بعض الأحيان خطر. وبالتالي كل مدينة سومرية أصبحت دولة-مدينة، مستقله عن الآخرين، وحامية لاستقلالها. في بعض الأحيان مدينة واحدة قد تحاول غزو وتوحيد المنطقة، ولكن هذه الجهود قد تم مقاومتها وفشلت لعدة قرون. نتيجة لذلك، فإن التاريخ السياسي لسومر هي واحدة من تقريبا ثابته الشؤون. في نهاية المطاف سومر تم توحيدها من قبل إياناتوم، ولكن التوحيد كان ضعيفا وفشل في البقاء حيث غزا الاكديين بلاد سومر في 2331 قبل الميلاد. بعد جيل واحد فقط لاحقا.
الإمبراطورية الاكدية كانت أول إمبراطورية ناجحة تبقى أكثر من جيل وترى التعاقب السلمي للملوك. الإمبراطورية كانت قصيرة نسبيا، حيث غزاهم البابليون في غضون بضعة أجيال.ويلاحظ ان العراقيين القدماء لم يكونوا يعبدون ملوكهم ابدا وانما كان السائد بينهم هو ان الملك ممثل للاله ونائب عنه وليس هو الاله على خلاف ما كان سائدا لدى الفراعنة حيث أن الفرعون هو الاله نفسه وكان ملوك العراق يستمدون الشرعية من كونهم ممثلين للاله لكي يتمكنو من حكم الجماهير.

### ملوك
يعتقد أهل بلاد الرافدين ان الملوك والملكات ينحدرون من مدينة الآلهة، ولكن، خلافا لقدماء المصريين، هم لم يعتقد أن ملوكهم آلهة حقيقية. معظم الملوك سموا أنفسهم «ملك الكون» أو «الملك العظيم». اسم آخر عام كان "الراعي"، لأن كان على الملوك رعاية شعوبها.
أبرز ملوك بلاد الرافدين يشمل :
اينانتام من لجش الذي أسس أول إمبراطورية (قصيرة الأجل).
سرجون من أكد الذي غزا كل بلاد الرافدين، وانشأ الإمبراطورية الأولى التي عاشت أكثر من مؤسسها.
حمورابي أسس أول إمبراطورية بابليه وأول من وضع القانون بشكل مقنن وهي مسلة حمورابي والمكونه من 282 ماده قانونيه.
تغلات بلاصر الثالث أسس الإمبراطورية الآشورية الجديدة.
نبوخذ نصر كان الملك الأقوى في الأمبراطورية البابلية الجديدة. كان يعتقد أنه ابن الإله نابو. تزوج ابنة سياخريس، ولذلك فإن السلالات الميديانية والبابلية لها صلة عائلية. اسم نبوخذنصر يعني: نابو، احمي التاج!
بلشاصر كان آخر ملوك بابل. كان ابن نابونيدوس الذي كانت نيكتوريس زوجته، ابنة نبوخذ نصر.

### القوة
عندما نمت آشور إلى إمبراطورية، قُسِّمَت إلى أجزاء صغيرة، تسمى أقاليم. كل من هذه سميت على اسم مدنها الرئيسية، مثل نينوى، السامرة، دمشق وأرباد. انهم كان لهم حاكم خاص الذي كان عليه التأكد من أن الجميع دفع الضرائب المستحقة عليه ؛ كان عليه استدعاء الجنود للحرب، وتوريد عاملين عند بناء معبد. كما أنه كان مسؤولا عن القوانين التي يجري تطبيقها. بهذه الطريقة كان من الأسهل الاحتفاظ بالسيطرة على إمبراطورية مثل آشور.
على الرغم من بابل كانن دولة صغيرة في العصر السومري، فقد نمت بشكل كبير طوال وقت حكم حمورابي. كان يعرف باسم «صانع القانون»، وسرعان ما أصبحت بابل واحدة من المدن الرئيسية في بلاد الرافدين. كان في وقت لاحق دعت بابلونيا، وهو ما يعني «بوابة للآلهة». كما أنها أصبحت واحده من أكبر المراكز في التاريخ للتعلم.وعرفت الحضارات العراقية عموما بالقوة المفرطه والنظام العالي الجودة.

### الحرب

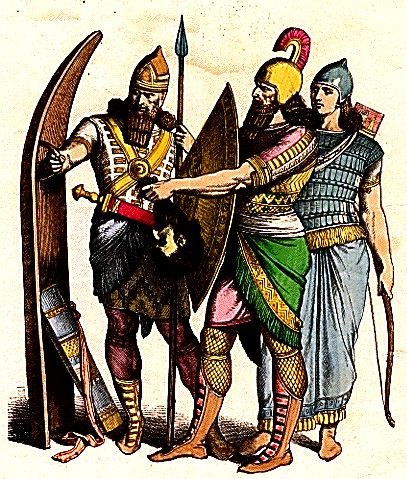
جنود آشوريبن، من لوحة في تاريخ الملابس من براون & شنايدر (1860).

مع نمو دول المدن، تراكبت مناطق النفوذ لهم، مما خلق نزاعات بين دول المدن، وخاصة على الأراضي والقنوات. هذه النزاعات سجلت في ألواح منذ عدة مئات من السنين قبل أي حرب كبرى—أول تسجيل لحرب وقعت في أنحاء 3200 قبل الميلاد ولكنها لم تكن منتشره حتى عام 2500 قبل الميلاد. عند هذه النقطة أدرجت الحرب في النظام السياسي لبلاد الرافدين، حيث يمكن أن تعمل مدينة محايدة كمحكم للمدينتين المتنافسة. هذا ساعد في تشكيل اتحادات بين المدن، مما أدى إلى دول منطقة.
عندما تم إنشاء الإمبراطوريات، ذهبوا إلى الحرب أكثر مع الدول الأجنبية. الملك سرجون، على سبيل المثال غزا جميع مدن سومر، بعض المدن في ماري، ثم ذهب إلى الحرب مع سوريا.
كثير من جدران القصور البابلية زينت بصور للمعارك الناجحة والعدو، سواء يهرب بيأس، أو يختبأ بين القصب.
ملك في سومر، جلجامش، كان يعتقد أنه ثلثا إله وثلث واحد فقط بشري. هناك قصائد والقصص أسطورية عنه، والتي مررت لأجيال عديدة، لأنه كان لديه الكثير من المغامرات التي كان يعتقد أنها مهمه جدا، وفاز في الكثير من الحروب والمعارك.

### القوانين
الملك حمورابي، كما ذكر أعلاه، كان مشهور لمجموعته من القوانين، شريعة حمورابي (تم إنشاؤه 1780 قبل الميلاد)، التي هي واحدة من أقدم مجموعات القوانين وجدت وواحدة من أفضل الأمثلة المحفوظه من هذا النوع من الوثائق، من بلاد الرافدين القديمة. وضع أكثر من 282 مادة من القوانين لبلاد الرافدين.